# NGC 2792
NGC 2792 (другие обозначения — PK 265+4.1, ESO 314-PN6, AM 0910-421) — планетарная туманность в созвездии Парусов. Открыта Джоном Гершелем в 1835 году.
Туманность имеет круглую форму. Её яркая внутренняя часть имеет радиус 5,5 секунд дуги, более тусклая оболочка — 10 секунд, а очень тусклое гало прослеживается до 37 секунд, где его яркость понижается до 1/1000 доли яркости центральной области. Расстояние до туманности известно плохо: встречаются оценки от 1,4 до 3 килопарсек. Центральная звезда в туманности имеет радиус 0,068 R⊙, температуру в 130000 K и светимость в 1200 L⊙. Содержание тяжёлых элементов в туманности приблизительно солнечное, туманность возникла из звезды с начальной массой около 1 M⊙.
Этот объект входит в число перечисленных в оригинальной редакции «Нового общего каталога».